# 贝特拉克
贝特拉克（法語：Bettlach，法語發音：[bɛtlak] 或 [bɛtlax]）是法国上莱茵省的一个市镇，属于阿尔特基什区。

## 地理
贝特拉克（47°30'32"N, 7°24'51"E）面积4.09 平方千米，位于法国大東部大區上莱茵省，该省份为法国东部内陆省份，是阿尔萨斯的一部分，今与下莱茵省组成了阿尔萨斯欧洲集体，其北临下莱茵省，西接孚日省，西南接贝尔福地区省，东侧沿莱茵河与德国相望，南与瑞士接壤。
与贝特拉克接壤的市镇（或旧市镇、城区）包括：福尔根斯堡、莱门、上阿根塔勒、林斯多夫、奥尔坦格、利本斯维莱尔。
贝特拉克的时区为UTC+01:00、UTC+02:00（夏令时）。

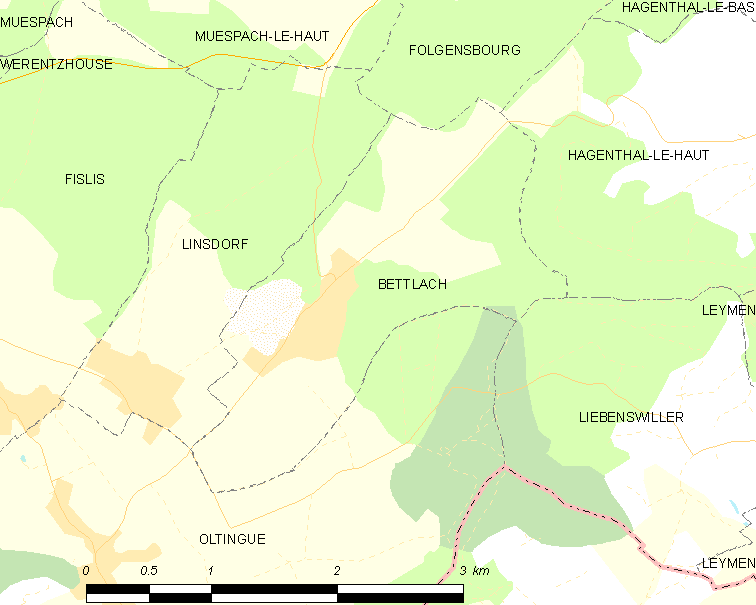
贝特拉克的OSM定位图

## 行政
贝特拉克的邮政编码为68480，INSEE市镇编码为68034。

## 政治
贝特拉克所属的省级选区为阿尔特基什县。

## 人口

1962-2008年间贝特拉克人口变化图示

贝特拉克于2022年1月1日时的人口数量为303人。